# Waldbahn des Dampfsägewerks Sokoliki
| O&K-Dampflok Marie (Werks-Nr. 2922/1908) |                         |                                  |                                  |
| Waldbahn (gelb) und Bremsberg (rot), 1937 Gutsbezirk von Dźwiniacz Górny um 1900 • Rot: Der ältere Bremsberg zum Forsthaus Dźwiniacz • Blau: Der heute noch im Gelände sichtbare Bremsberg |                         |                                  |                                  |
| Streckenlänge: | 32,5 km + 8,1 km        |                                  |                                  |
| Spurweite: | 760 mm (Bosnische Spur) |                                  |                                  |
| Maximale Neigung: | 350 ‰                   |                                  |                                  |
| |                         |                                  |                                  |
| \| \| \| Ustrzyki Górne \| \| \| \| \| \| \| \| \| \| \| \| \| \| \| Bereżki \| \| \| \| \| Stuposiany \| \| \| \| \| Waldbahn des Landguts Łokieć \| \| \| \| \| \| \| \| \| \| Muczne \| \| \| \| \| Brenzberg (Bremsberg)[4] \| \| \| \| \| Roztoki-Tal \| \| \| \| \| Tarnawa Niżna \| \| \| \| \| Tarnawa Wyżna \| \| \| \| \| Sokoliki Górskie (heute Ukraine)[5][6] \| \| \| \| \| Bahnstrecke Sambor–Sjanky \| \| |                         |                                  |                                  |
| Betriebs-/Güterbahnhof Streckenanfang (Strecke außer Betrieb) |                         | Ustrzyki Górne                   | Ustrzyki Górne                   |
| Abzweig geradeaus und von rechts (Strecke außer Betrieb) |                         |                                  |                                  |
| Abzweig geradeaus und von links (Strecke außer Betrieb) |                         |                                  |                                  |
| Dienststation / Betriebs- oder Güterbahnhof (Strecke außer Betrieb) |                         | Bereżki                          | Bereżki                          |
| Dienststation / Betriebs- oder Güterbahnhof (Strecke außer Betrieb) |                         | Stuposiany                       | Stuposiany                       |
| Abzweig geradeaus und von links (Strecke außer Betrieb) |                         | Waldbahn des Landguts Łokieć     | Waldbahn des Landguts Łokieć     |
| Abzweig geradeaus und von rechts (Strecke außer Betrieb) |                         |                                  |                                  |
| Dienststation / Betriebs- oder Güterbahnhof (Strecke außer Betrieb) |                         | Muczne                           | Muczne                           |
| Abzweig geradeaus und von links (Strecke außer Betrieb) |                         | Brenzberg (Bremsberg)            | Brenzberg (Bremsberg)            |
| Abzweig geradeaus und von rechts (Strecke außer Betrieb) |                         | Roztoki-Tal                      | Roztoki-Tal                      |
| Dienststation / Betriebs- oder Güterbahnhof (Strecke außer Betrieb) |                         | Tarnawa Niżna                    | Tarnawa Niżna                    |
| Dienststation / Betriebs- oder Güterbahnhof (Strecke außer Betrieb) |                         | Tarnawa Wyżna                    | Tarnawa Wyżna                    |
| Betriebs-/Güterbahnhof Streckenende (Strecke außer Betrieb) |                         | Sokoliki Górskie (heute Ukraine) | Sokoliki Górskie (heute Ukraine) |
| Bahnhof quer |                         | Bahnstrecke Sambor–Sjanky        | Bahnstrecke Sambor–Sjanky        |

Die Waldbahn des Dampfsägewerks Sokoliki war eine 1900–1936 betriebene, etwa 32,5 km lange Waldbahn mit 760-mm-Spurweite in Galizien, im heutigen Bieszczady-Nationalpark an der polnisch-ukrainischen Grenze.

## Geschichte
Der erste Streckenabschnitt von Sokoliki Górskie nach Stuposiany wurde 1900–1905 verlegt und nach dem Ersten Weltkrieg bis Ustrzyki Górne verlängert. Die Länge der Strecke betrug 32,5 km, wobei mehrere Abzweigungen in das Tal des Terebowiec-Bachs (ca. 4,5 km), den Rzeczyca-Bach hinauf (ca. 1,8 km) und in Bereżki (ca. 1,8 km) nicht mitgezählt wurden, was die Erschließung von bis dahin fast unzugänglichen Wäldern ermöglichte. Die Trassierung, Bauausführung und Materiallieferung (36 km Gleis, 2 Lokomotiven, 60 Doppeltrucks) wurden durch das Berliner Unternehmen Orenstein & Koppel übernommen. Für den Bau der Hauptstrecke wurden Feldbahnschienen auf Holzschwellen verwendet.
Ein Kuriosum war die Trasse entlang des Roztoka-Baches, in dessen oberem Abschnitt drei Wehre das Wasser aufstauten. Die verfaulten Baumstämme, die am Ufer liegen, sind bis heute erhalten geblieben. Von der früheren Nutzung des Waldes an dieser Stelle zeugen auch zwei Ortsnamen: der Name Portasch, der im huzulischen Wortschatz ein Holzlager für den Weitertransport bedeutet, und der Name Łociczki, der eine Bebauung am Bachufer bezeichnet.
Der wichtigste Bahnhof und das Depot befanden sich in Pszczeliny, wo es Wohnhäuser für die Bahnangestellten gab, die die Schienenfahrzeuge und den Holztransport betrieben. Der heutige Zustand von Teilen der Brückenwiderlager zeigt, dass sie sehr solide gebaut waren. Insbesondere die Widerlager über den Roztoki-Bach und bei Pszczeliny sind sehenswert. Vom Gleisbett sind heute nur noch Fragmente übrig, die als Reitweg im Bieszczady-Nationalpark genutzt werden, und die Trasse von Wilcza Góra nach Videłki in der Forstinspektion Stuposiany wird als Wander- und Skiweg genutzt. Die heutige Straße von Stuposany nach Muczne und weiter in Richtung Tarnawa führt größtenteils über die ehemalige Bahntrasse.
Während des Ersten Weltkriegs wurden die Waldbahnstrecken im oberen San-Einzugsgebiet teilweise zerstört. Als Polen seine Unabhängigkeit wiedererlangte, wuchs ihre wirtschaftliche Bedeutung aufs Neue. Anfang der 1920er Jahre wurden die meisten Abschnitte der Bahn wieder in Betrieb genommen. Einige Gleise wurden modernisiert. In der Zwischenkriegszeit wurde die Bahnlinie von der Gesellschaft Adlerberg, Sternhell und Towarnicki betrieben. Das industrielle Zentrum war Stuposiany. Unmittelbar nach dem Bau der Bahnlinie begann eine intensive Ausbeutung der Wälder in Form von Kahlschlägen mit Flächen von einigen wenigen bis zu mehreren Hektar. Zahlreiche kommerzielle Unternehmen kauften die umliegenden Wälder auf.
In den mehr als 30 Jahren ihres Betriebs hat die Bahn ihre Spuren in den örtlichen Waldbeständen hinterlassen. Die intensive Nutzung des Waldes, oft durch Kahlschlag, ohne sich um seine Erneuerung zu kümmern, veränderte die Artenzusammensetzung der Bestände, insbesondere der Tannenbestände. Flächen mit Karpatenbuchen von schlechter Qualität haben zugenommen. Aspen, Holunder, Birke, Erle und Buche sind in großer Zahl aufgetreten.
Die Waldbahn belieferte auch die Naphtagrube Stuposiany, und es war vorgesehen, die dort geförderten Erdölprodukte in Tankwagen auf der Waldbahn zu transportieren.
Dem Ende des Betriebs der Waldbahn Ustrzyki Górne – Stuposiany – Sokoliki Górskie ging der Zusammenbruch des Industriewerks und der Halbzeugfabrik in Tarnawa Wyżna voraus. Viele Landgüter wurden damals zahlungsunfähig, und auch viele Unternehmen wurden aufgelöst. Der völlige Verfall der Holzpreise brachte die Polnische Holzgesellschaft Stuposiany in Schwierigkeiten und führte 1936 zur Liquidation der gesamten Strecke.

## Lokomotiven

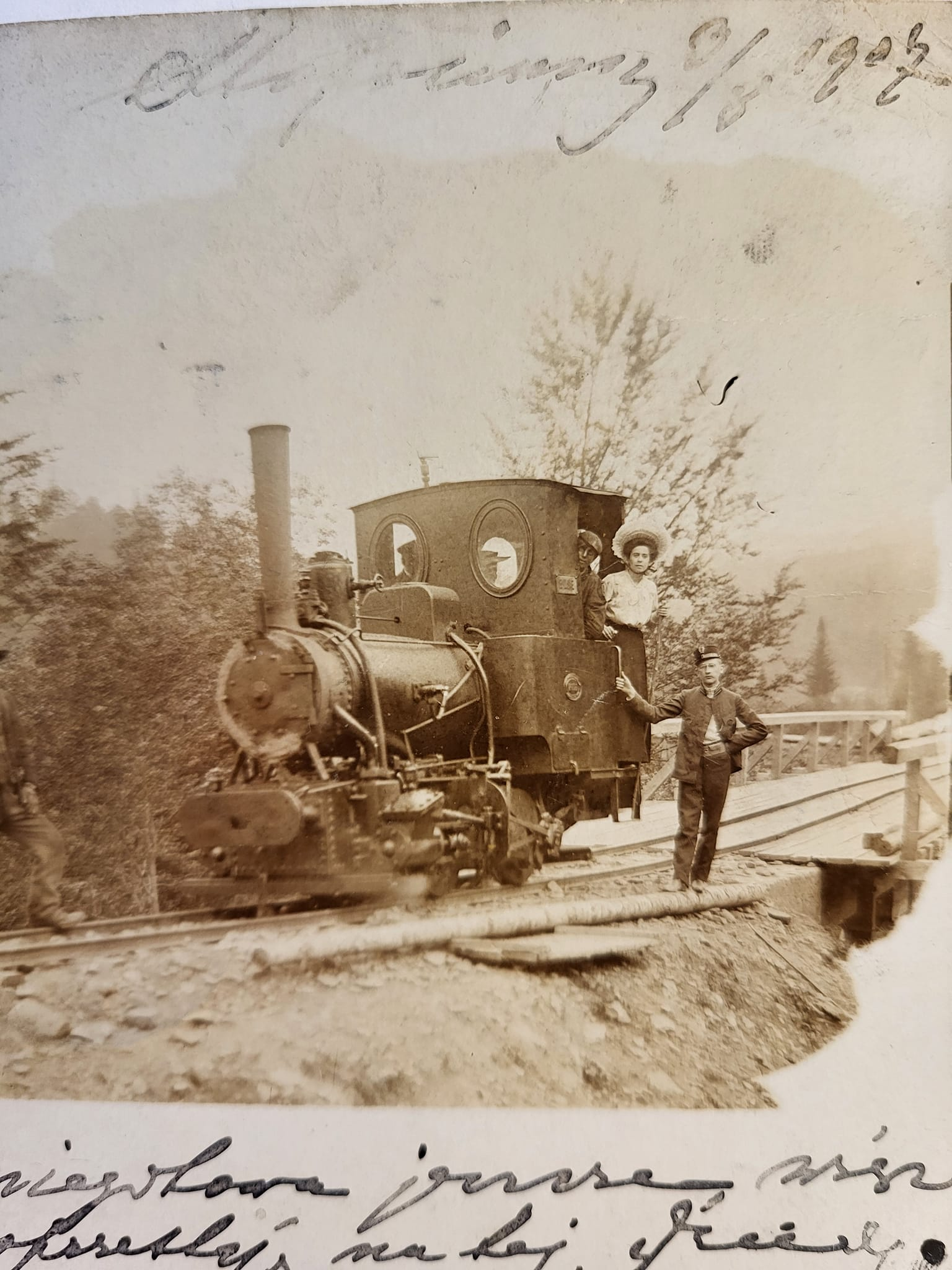
Krauss-Lok Else, August 1907

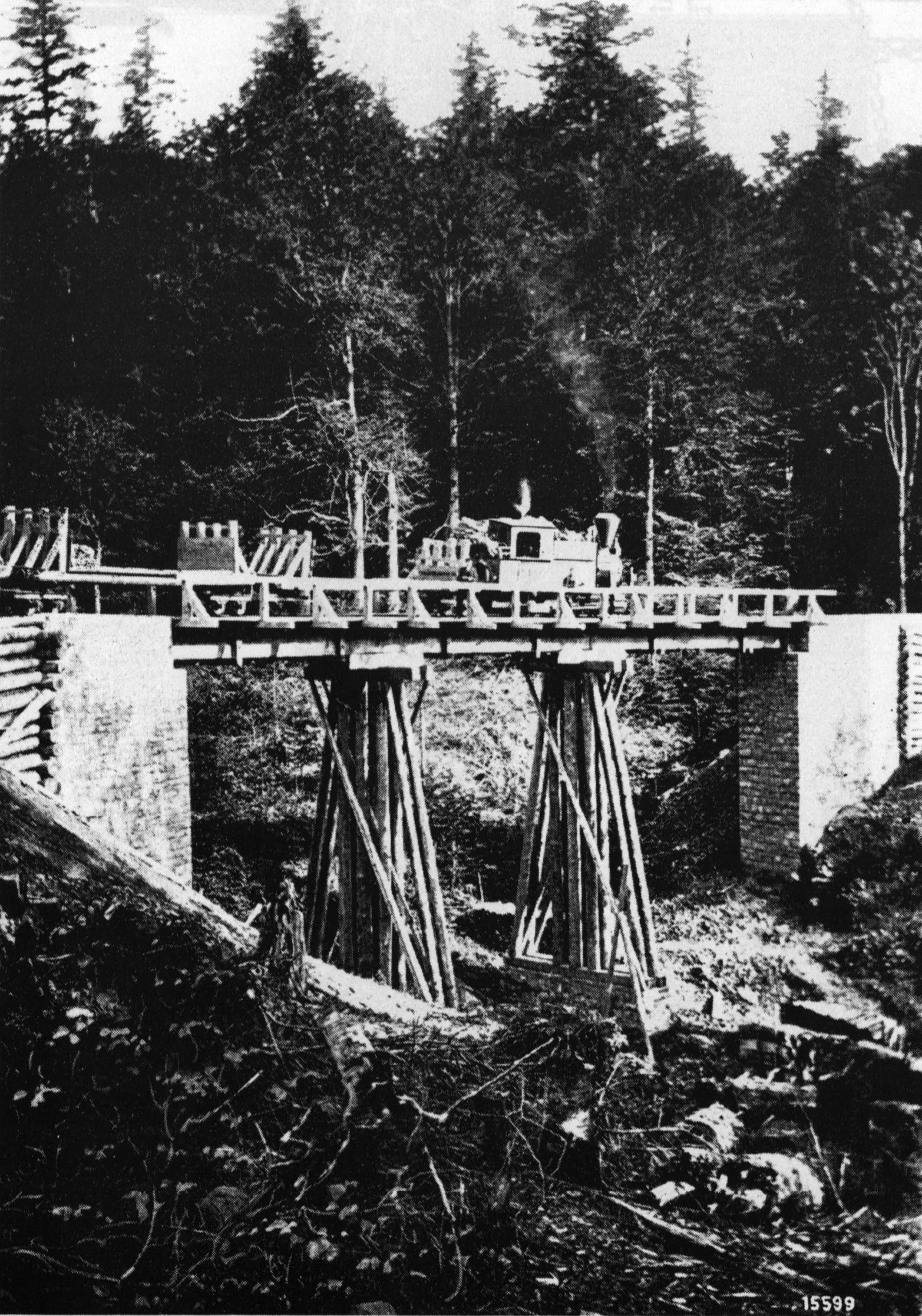
Waldbahn Sokoliki-Stuposiany

Sechs mit Buchenholz befeuerte Lokomotiven wurden auf der Waldbahnstrecke eingesetzt. Sie gehörten dem Dampfsägewerk Sokoliki GmbH, das am 23. November 1904 im Bremer Handelsregister eingetragen worden war, und wurde zusammen mit dessen Partner W. Escher aus Krefeld in Sokoliki betrieben. Die Lokomotiven wurden nach den Frauen der Inhaber benannt: Marie (Bruhn), Sophie (Escher), Molly (Schreyer) und Else (Escher-Tochter). Später hießen die verbliebenen vier Lokomotiven Maryśka, Zośka, Madziarka und Baligrodka.
| Hersteller      | Werks-Nr./Baujahr | Vorbesitzer                             | Name   | in Sokoliki     | Anmerkung                                                                                                |
| --------------- | ----------------- | --------------------------------------- | ------ | --------------- | --- |
| Krauss, München | 1621/1885         | G. Sertoni, Trient; Słobudka lesna      | ELSE   |                 | |
| O&K             | 1695/1906         | Politzer, Knoll & Cie via Filiale Wien  | SOPHIE | 1906 – 1916     | 100 PS, 760 mm Spurweite, D n2t                                                                          |
| MÁVAG, Budapest |                   |                                         | MOLLY  | ab 1906         | |
| O&K             | 2922/1908         | Sokoliki                                | MARIE  | 1908 – ca. 1916 | 125 PS, 760 mm Spurweite, D n2t, geliefert an Sokoliki bei Tarnawini, Galizien, Klien-Lindner-Hohlachsen |
| Borsig          | 5647/1905         | E. Gieldzinsky, Wien; k.u.k. Heeresbahn |        |                 | |
| MÁVAG, Budapest | 3792/1916         | K.u.k. Heeresbahn IIIb 3101             |        | 1917 – 1918     | Nachbesitzer: Polskie Koleje Państwowe                                                                   |